# Kastell Talalati

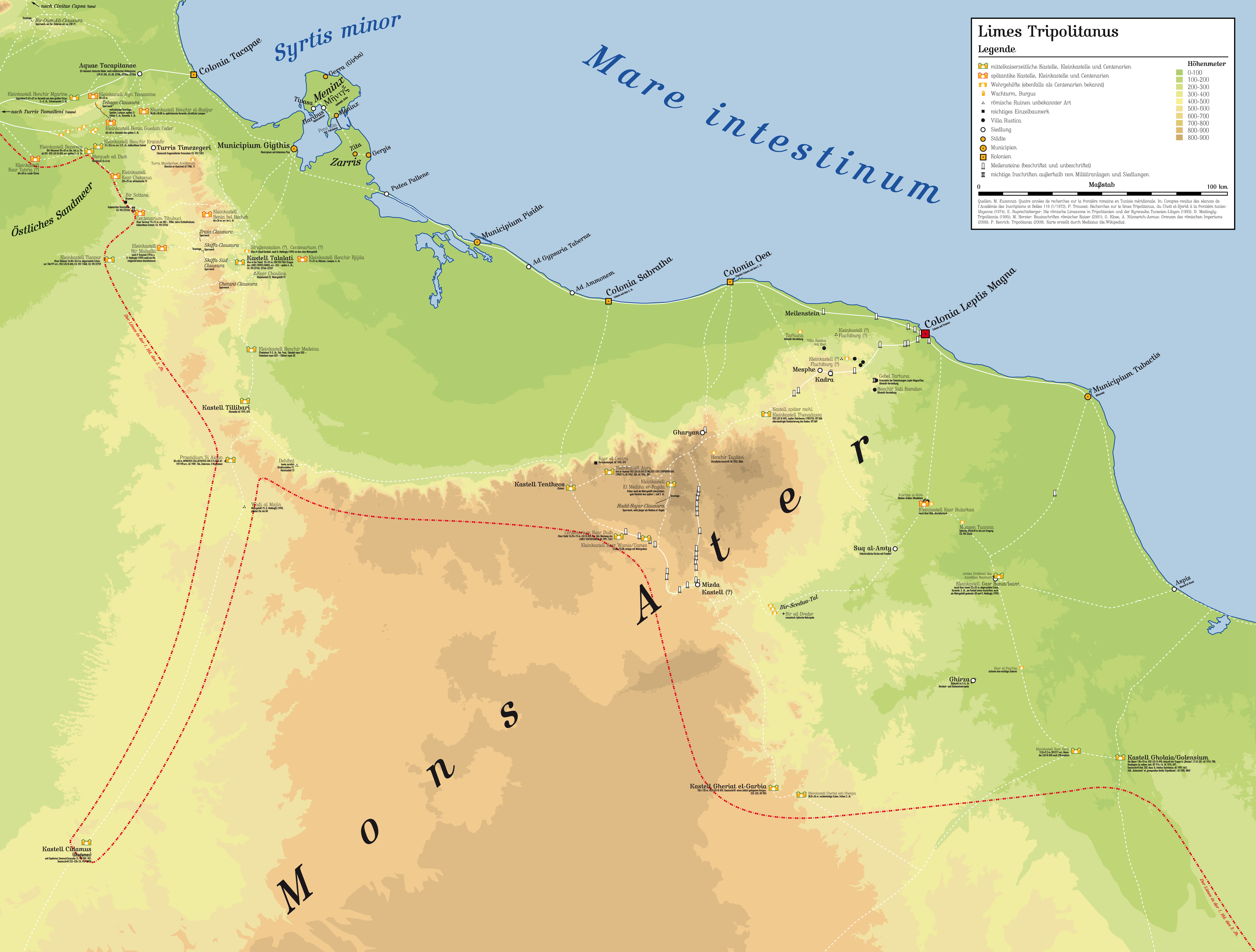
Der Limes Tripolitanus mit dem Kastell

Das Kastell Talalati oder Tabalati ist ein römisches Militärlager, dessen Besatzung als Grenzschutz-Abschnittskommando für Sicherungs- und Überwachungsaufgaben am rückwärtigen Limes Tripolitanus, einem tiefgestaffelten System von Kastellen und Militärposten, in der römischen Provinz Africa proconsularis, später Tripolitania, zuständig war. Talalati ist wahrscheinlich mit dem Kastell bei Ras el-Aïn Tlalet identisch, das sich rund zwei Kilometer südlich von Ksar el Ferdj im Hochland von Dahar in Südtunesien, Gouvernement Tataouine, befindet.

## Lage

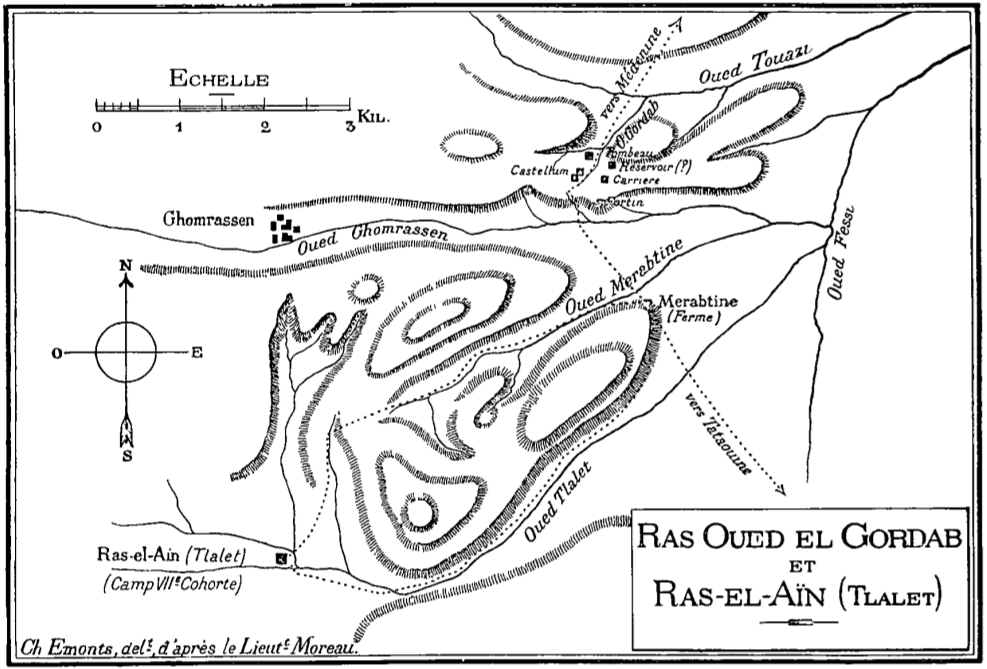
Lageplan von Kastells Ras el-Aïn Tlalet über dem Wadi Tlalet (1904)

Die „stärksten Schanzarbeiter unter den Soldaten vom Limes Tripolitanus“, wie es in der Bauinschrift von 263 n. Chr. heißt, errichteten das Kastell im südlichen Endbereich eines stark aberodierten und daher nur noch schwach ausgeprägten, leicht abfallenden Geländesporns in der weiten Ebene von Ferdj. Nur wenige Meter unterhalb der Anlage münden an der Spitze der nach Osten gerichteten Erhebung zwei Trockentäler ineinander und führen ihr zeitweilig vorhandenes Wasser im Wadi Tlalet in Richtung Nordosten zum großen Wadi Fessi hin ab. Das Kastell war ein wichtiger Punkt auf der Wegstrecke aus der östlich gelegenen Djeffara-Ebene, einem für Rom bedeutenden landwirtschaftlichen Zentrum, auf die Jurahauptstufe des Dahar und hinab zu den westlichen Wüstenkastellen an der Grenze zur Sahara. Die Soldaten des Kastells Talalati kontrollierten in diesem Zusammenhang einen wichtigen rückwärtigen Limesabschnitt am Djebel Demmer, einem Gebirgszug des Dahar. Dieser Abschnitt bestand aus mehreren, die wichtigsten Pässe sperrenden Clausurae sowie dem nordwestlich gelegenen Kleinkastell Benia bel Recheb. Nach Meinung des britischen Archäologen David Mattingly könnte es sich auch bei dem rückwärtigen Kleinkastell Henchir Rjijila um einen Außenposten von Talalati handeln.

## Forschungsgeschichte
Die Kastellruine wurde 1894 von dem Artillerieleutnant Henri Lecoy de la Marche bei einer archäologischen Expedition entdeckt. Er ließ eine erste Grabung vornehmen, wobei er Teile des Nord- und Südtors freilegte. Eine weitere Ausgrabung fand im Juli 1902 unter der Leitung von Oberleutnant Goulon statt, der das Ost- und Westtor, Teile der Umfassungsmauer und die Südwestecke untersuchen ließ. Der Offizier hielt in seinem Bericht fest, dass dieses Unternehmen viel Zeit kostete, da große Mengen an Schutt und grob gesetztem Mauerwerk, das seiner Meinung nach aus nachrömischer Zeit stammte, abgeräumt werden mussten. Im Jahr 1908 untersuchte Oberleutnant Bouvet nochmals das Westtor und die Südwestecke der Fortifikation. Hauptmann Boizat schließlich ließ 1912 Bauten im Lagerdorf (Vicus), darunter das Militärbad, untersuchen. Der für die Mission verantwortliche Oberleutnant Antoine-Clodius Esmiol hatte bereits im Vorfeld mehrmals die Fundstelle besucht, um sich ein Bild von den früheren Untersuchungen zu machen und festzustellen, was er mit den geringen Mitteln, die ihm zur Verfügung standen, erreichen konnte. Die Grabungen begannen in den letzten Januartagen 1912 mit einer kleinen Abteilung von sieben bis acht Mann, die unter dem Befehl eines einheimischen Korporals arbeiteten. Die Soldaten fanden es sehr verlockend, das rund zwei bis drei Meter mit Schutt verfüllte Innere des Kastells freizulegen, doch wäre der anfallende Aushub nur mit einer Lorenbahn zu bewältigen gewesen. Mit ihren wenigen Kräften und einer Schubkarre war das jedoch nicht zu machen. Esmiol wurde am 9. März 1912 nach Marokko beordert, die Arbeiten aber weiter fortgesetzt.
Da sich die Altgrabungen weitgehend mit der der Umfassungsmauer und den Toren beschäftigten, sind nur wenige Details aus dem Lagerinneren bekannt. Zu den wichtigsten Funden zählten die Bauinschriften von den Toren. Zu den frühen Forschern, die sich mit Talalati auseinandersetzten, gehört auch Oberst Paul Toussaint, Kommandeur der Brigade für Landvermessungen, der sich unter vielem anderem mit den Entfernungsangaben im Itinerarium Antonini, einem mit Entfernungsangaben versehenen antiken Straßenverzeichnis, beschäftigte. Um 1970 besuchte der französische Archäologe Pol Trousset Ras el-Aïn Tlalet und fand den Ort in einem schlechten Zustand vor. Aufgrund des bisher nur sehr geringfügig bekannten Lagerdorfs plädierte Mattingly für eine moderne Ausgrabung und Überprüfung des Fundorts.

## Identifizierung
Im Jahr 1903 wurde von dem französischen Archäologen Jules Toutain (1865–1961) vorgeschlagen, die aus zwei antiken Quellen, der Notitia Dignitatum Occidentalis und dem Itinerarium Antonini, bekannte Station Tabalati mit Tataouine zu identifizieren, wobei er den antiken Namen im nordwestlich der Stadt gelegenen Djebel Tlalet bei Ras el-Aïn erhalten sah. In „Tlalet“ fand er noch einen vorislamischen, altlibyschen Begriff, von dem er glaubte, dass dieser aus dem kabylischen Stammwort „Tilili“ abgeleitet war. In diesem Sinne ging Toutain davon aus, den im Itinerarium Antonini überlieferten Namen „Tabalati“ in ein seiner Meinung nach korrekteres „Talalati“ ändern zu können. Ein Begriff, den die Notitia Dignitatum Occidentalis als Talalatensis kennt. Die heutige Festlegung mit dem bei Ras el-Aïn entdeckten römischen Kastell erfolgte allerdings erst durch den Epigraphiker René Cagnat (1852–1937) im Jahr 1912, der die Überlegungen zum Namen dieses Lagers von Toutain übernahm. Bis heute fehlt jedoch ein unzweifelhafter wissenschaftlicher Nachweis, dass das Kastell Ras el-Aïn mit Tabalati gleichzusetzen ist.
Wie andere Forscher, kam auch Toussaint zu dem Schluss, Tabalati mit Ras el-Aïn gleichzusetzen. Er hatte anhand des Itinerarium Antonini versucht, das antike Straßennetz zu rekonstruieren. Zu seinen Überlegungen zählte dabei, Auzemmi/Augemmi mit dem Kleinkastell Benia bel Recheb gleichzusetzen, da es rund 30 römische Meilen von Tabalati entfernt lag. Gleichzeitig stimmte seiner Meinung nach die Entfernung von Tabalati zum Kleinkastell Henchir Medeina mit ebenfalls rund 30 Meilen wiederum überein. Dieser Überlegung schloss sich auch der britische Archäologe Norman Hammond an.
Der zur Fragestellung gehörende Auszug aus dem Itinerarium Antonini lautet:
Auzemmi/Augemmi mpm XXX

Tabalati mpm XXX

Thebelami mpm XXV

Tillibari mpm XXX

## Baugeschichte

### Datierung
Datierbare Keramikscherben deuten darauf hin, dass die Römer diesen Platz bereits Anfang des dritten Jahrhunderts genutzt haben. Falls die Theorie stimmt, dass Ras el-Aïn Tlalet mit dem antiken Talalati übereinstimmt, wird der archäologische Befund durch das Itinerarium Antonini gestützt, das in seiner ersten Fassung im frühen dritten Jahrhundert, während der Regierungszeit des Kaisers Caracalla (211–217), entstand. David Mattingly überlegte, ob das spätere Kastell aus einem älteren Kleinkastell oder einer zivilen Siedlung hervorgegangen sein könnte. Auch diese Fragen ließen sich jedoch nur durch Ausgrabungen lösen.
Aus dem Jahr 263 n. Chr. stammt die 1894 von Lecoy de la Marche am Nordtor entdeckte Bauinschrift des Kastells, das von der Cohors VIII Fida equitata (8. teilberittene Kohorte „die Treue“) errichtet wurde. Eine ähnliche, in acht Teile zerbrochene Inschrift wurde von Bouvet 1908 am östlichen Tor von Ras el-Aïn gefunden.
Imp(erator) Caes(ar) [[[P(ublius) Lici]nius Gallienus]] Pius Felix Invictus

Aug(ustus) Germanicus Persicus maximus pontifex

maximus tr(i)b(unicia) p(otestate) XII co(n)s(ul) V p(ater) p(atriae) proco(n)s(ul) castra coh(ortis)

VIII fidae opportuno loco a solo instituit

operantibus fortissimis militibus suis ex limi-

te Tripolitano
Übersetzung: „Kaiser Publius Licinius Gallienus, der fromme, glückliche und unbesiegbare Augustus, Germanenbezwinger, größter Sieger über die Perser, Oberpriester, zum zwölften Mal Inhaber der tribuzinischen Gewalt, zum fünften Mal Konsul, Vater des Vaterlandes, Prokonsul, errichtete das Kastell der Cohors VIII Fida an einer günstigen Stelle von Grund auf mit Hilfe der stärksten Schanzarbeiter unter seinen Soldaten vom Limes Tripolitanus.“
Zwei weitere Inschriftensteine dokumentieren umfassende Reparaturarbeiten an den Verteidigungseinrichtungen des Kastells fast hundert Jahre später, um 355/360 n. Chr. Auch diese beiden Steine wurden 1894 von Lecoy de la Marche entdeckt.
[…]VAGANI[…]SIO[…]S[…]DINE L[…]

[dd(ominorum) nn(ostrorum)] Constanti Pii Felicis ac triumphatoris s[emper Aug(usti)]

[et Iul]iani fortissimi ac floren[t]issimi Caes[aris]

[castell]um(?) funditus evers[u]m [par]tim ex su[o sumptu]

[partim ex …]VM[…]RESCONII [i]nlaesis N[…]

[provin]cialibus [… T(itus) A]rchon[tius Nilus …]
Übersetzung: „… unserem Herrn Konstantin, dem frommen, glücklichen und ewigen Triumphator Augustus und Julian, dem tapfersten und glänzendsten Caesar. Das völlig zerstörte Kastell wurde teils auf eigene Kosten teils aus … heil/unbeschädigt … Provinzbewohnern … Titus Archontius Nilus.“
Die folgende Inschrift war wesentlich stärker zerstört:
[… dil]apsa ad REI[…]

[…]OS propugna[cul...]

[T(itus) Archon]tiu[s] Nilus v(ir) [p(erfectissimus) praeses et comes p(rovinciae) T(ripolitaniae)]

[prov]incialibus o[ptulit]

[ad ex]ercituum u[tilitatem] [p]rocuravi[t]
Übersetzung: „…, die zerfallen waren, … Schutzwehren … hat Titus Archontius Nilus, ein vollendeter Mann, Statthalter und Militärkommandant der Provinz Tripolitanien den Provinzbewohnern dargeboten [und] sich zum Nutzen der Armeen darum gekümmert.“
(Flavius) Titus Archontius Nilus hatte von 355 bis 360 n. Chr. als praeses et comes provinciae Tripolitanae die zivile und militärische Führung der Provinz Tripolitanien inne.
Einen letzten Hinweis zur weiteren Geschichte des Kastells als Sitz eines Grenzschutzkommandeurs gibt die Notitia Dignitatum Occidentalis, die Teil eines spätrömischen Kodex ist, der seine heutige Textgestalt bis um 425 oder etwas später erhielt. Die dort enthaltenen Informationen können aber bereits aus dem späten 4. Jahrhundert stammen, da sich nachweisen lässt, dass viele Angaben der erhaltenen Niederschrift zu ihrer Zeit bereits veraltet oder teilweise ungenau waren. Mattingly ordnet den Hinweis zu Talalati dem späten 4. Jahrhundert zu. Neben anderen Wissenschaftlern ging auch der Althistoriker Ralf Scharf (1959–2013) davon aus, dass der hier angesprochene Ostteil der Notitia Dignitatum ein kohärentes Dokument sei, das einen terminus post quem von 399 oder möglicherweise eher 401 n. Chr. besaß.

### Umfassungsmauer

Lageplan des Kastells mit der umliegenden Bebauung

Das annähernd quadratische Kastell umfasst rund 93 × 93 Meter (= 0,86 Hektar) und besitzt abgerundete Ecken. Wie bei dem in Libyen gelegene Kastell Gholaia (Bu Njem) könnten seine Hauptmaße auf der punischen Elle beruhen, womit sich eine Abmessung von 180 × 180 Ellen ergäbe. Die Umfassungsmauer ist 1,50 Meter stark und noch zwischen 1,60 und zwei Meter hoch erhalten. Sie besteht aus einem unregelmäßigen, recht grob gesetzten Bruchsteinmauerwerk, in dem relativ kleines Material verarbeitet wurde. Eck- und Zwischentürme sind nicht bekannt, doch wurden an allen vier Seiten des Lagers 2,70 bis drei Meter breite Zufahrten festgestellt, die von je zwei U-förmigen Tortürmen flankiert wurden. Diese vier Tore korrespondieren miteinander, so dass sich jeweils zwei gegenüberliegen. Das nördliche und das südliche Tor ist jeweils 54 Meter von der Westecke und 34 Meter von der Ostecke entfernt. Neuere Forschungen an den Toren haben ergeben, dass diese an ihrer Rückseite, zum Lagerinneren hin, wie Schalentürme offen angelegt waren.
Am Nordtor fand Lecoy de La Marche 1896 die sehr gut erhaltene Bauinschrift aus dem Jahr 263 n. Chr. Goulon, der 1902 am Osttor arbeitete, entdeckte dort ein leicht beschädigtes, in Stein gehauenes Ornamentmuster. Der Offizier vermaß die Breite der Zufahrt dieses Tores mit drei Metern. An den inneren Wandungen dieser einst überwölbten Zufahrt befanden sich vier Wandpfeiler, die alle aus den gleichen zugerichteten Werksteinen bestanden. Auf einer Höhe von 1,70 Metern lag auf den Pfeilern ein einfach gestaltetes Gesims, über dem sich ursprünglich die Bogensegmente erhoben. Zwischen den beiden Pfeilern, die an der Außenfassade des Tores sichtbar waren, fand Goulon eine Säulenbasis. Die Säule selbst lag zum Zeitpunkt der Ausgrabung rund 1,50 Meter von dieser Basis entfernt. Im Korridor der Tordurchfahrt, zwischen den vier Wandpfeilern, barg Goulon Teile einer zerbrochene Bauinschrift, deren Inhalt sehr schwer zu entziffern war. Die Inschrift hatte einen ähnlichen Inhalt wie die des Jahres 263 n. Chr. Zu einem unbekannten Zeitpunkt war eine der beiden Zufahrten zwischen der Säule und dem Wandpfeiler zugesetzt worden. Goulon glaubte in diesem Bereich die Reste von drei Treppenstufen zu erkennen. Die im Bereich des Tores untersuchte Wehrmauer hatte dort eine Breite von einem Meter und war noch zwischen 2,50 Meter bis 2,80 Meter hoch erhalten. Weitere Baustrukturen, die nach Goulon im Inneren unmittelbar an das Tor angebaut waren, stammen möglicherweise aus einer späteren Umbauphase.
Das am besten erhaltene Westtor wurde bis auf das ursprüngliche römerzeitliche Niveau freigelegt. Im Zwischenraum der Zufahrt bildete sich ein Korridor, wobei auf jeder Längsseite je zwei rechteckige Wandpfeiler hervorsprangen. Diese Pfeiler trugen bei der Ausgrabung noch zwei Bogensegmente aus Quadern, die einst die Zufahrten überwölbten. Aus dem Bogenrest ließ sich eine ursprüngliche Höhe von rund 3,50 Metern am Schlussstein errechnen. Es zeigte sich, dass dieses Tor lediglich eine einspurige Zufahrt besessen hat und mit einem einflügeligen Tor geschlossen wurde, dessen Angelloch noch erhalten war. Das Tor wurde höchstwahrscheinlich mit einem waagrecht liegenden Holzbalken verschlossen. Für diesen war auf beiden Seiten des Korridors in einer Höhe von 1,60 Metern je eine Aussparung in die Wand eingetieft.
Bei seiner Begehung konnte Trousset um 1970 feststellen, dass die Pfeiler am Nord- und Südtor noch gut erhalten waren, am West- und Osttor jedoch schlechter. Zudem fehlten nun die aus der historischen Beschreibung bekannten Rundbogensegmente.
Aus dem Kastell stammen neben den bereits genannten Funden große Mengen an Keramikscherben. Am Westtor kamen ein Marmorbruchstück, irisierende Glasfragmente und zwei Kupfergegenstände ans Licht, von denen Goulon bei einem Stück an einen Vasengriff dachte.

### Innenbebauung
Die 1902 im abgerundeten Südwestwinkel durchgeführten Grabungen fanden nur bis zu einer Tiefe von 0,50 Metern statt. Auf dieser Höhe konnten kein Eckturm, sondern drei Kammern festgestellt werden, die unmittelbar an die Wehrmauer angebaut waren. Goulon fand überall auf dem von Schutt befreiten Planum eine Ascheschicht, wobei die Mauern der Innenbebauung keine sichtbaren Brandspuren trugen. Deren Baumaterial schien aus dem anstehenden Gestein gefertigt gewesen zu sein.
Raum A war 4,90 × 4,90 Meter groß. An seinen Wänden zeigen sich noch Reste eines Kalkmörtelüberzugs, und es konnten Anzeichen der einstigen Balkendecke beobachtet werden.
Raum B war 4,50 × 3,10 Meter groß und hatte offenbar keine Türe besessen. Der Raum war als Magazin genutzt worden, da in ihm rund dreißig Amphoren und zahlreiche Glasscherben gesammelt werden konnten.
Der letzte Raum C mit einer Fläche von 8 × 8 Metern befand sich unmittelbar in der Südwestecke des Kastells und war durch einen schmalen Korridor von der Wand der Umfassungsmauer getrennt. Detailliertere Kenntnisse zu diesem Befund sind nicht bekannt, da die frühen Ausgräber bei ihren meist nur relativ flüchtigen Untersuchungen keine Zeit hatten, all den Schutt, der die römischen Wehrbauten füllte, abzutragen. Bei Trousset Besuch um 1970 waren die Reste der Innenbebauung im Südwestwinkel bereits stark zerstört und nicht mehr identifizierbar.
Aus der Spätzeit des Kastells stammt ein Grab, das im Korridor des Westtores angelegt wurden und möglicherweise christlich ist. Die Ausgräber stießen in einer Tiefe von 2,20 Meter auf einen kleinen Krug und eine rote Terrakotta-Lampe, die mit dem Christusmonogramm verziert war. Mattingly nahm aufgrund dieser Funde an, dass das Kastell wahrscheinlich zu irgendeinem Zeitpunkt zwischen 360 n. Chr. und dem Vandaleneinfall in Nordafrika unter König Geiserich (428–477) aufgegeben wurde.

## Das Grenzschutz-Abschnittskommando Talalati
Die in dem noch nicht lokalisierten Kastell Secedi stationierte Cohors VIII Fida (equitata) errichtete rund 600 Kilometer weiter nordwestlich ihres bisherigen Einsatzorts im Jahr 263 n. Chr. das Kastell von Ras el Aïn. Aus auf Ostraca erhaltenen Tagesmeldungen vom heute in Libyen gelegenen Kastell Gholaia geht hervor, dass einige Reiter (equites) der Cohors VIII Fida zumindest in den Jahren 258/259 n. Chr. von ihrer Stammeinheit in Secedi nach Gholaia als dispositi detachiert waren, um unter anderem auch als Meldereiter Dienst zu tun. Das Zeitfenster, in dem die Kohorte nach Nordwesten verschoben wurde, ist damit zwischen 259 und 263 n. Chr. einzuordnen. Der Grund für die Verlegung liegt offenbar in der archäologisch nachweisbaren und in diese Zeit fallenden Aufgabe der weit nach Süden vorgeschobenen militärischen Grenzanlagen in der Region um Gholaia. Diese Aufgabe betraf wohl auch das Kastell Gheriat el-Garbia mit den dazugehörigen Außenposten. Schwere Niederlagen an anderen Grenzabschnitten des Reiches, darunter der endgültige Limesfall in den germanischen Provinzen, innerrömische Auseinandersetzungen, Truppenmangel und strategische Überlegungen werden Kaiser Gallienus (260–268) am Höhepunkt der Reichskrise zu der politischen Entscheidung gezwungen haben, diesen Schritt zu gehen und den tripolitanischen Grenzverlauf zumindest im Raum um Gholaia zurückzuverlegen.
Während der Spätantike ist durch die Notitia dignitatum für den militärischen Großraum Talalati ein Praepositus limitis Talalatensis nachgewiesen. Der Limes Tripolitanus wurde schon vor der Mitte des 3. Jahrhunderts in einzelne Grenzkommandos aufgeteilt. Der Oberbefehl für diese nachweislich seit der Mitte des 3. Jahrhunderts aufgebauten einzelnen Grenzschutzabschnitte lag wahrscheinlich zunächst noch in der Hand örtlicher Truppenführer, den Praepositi limitis, die ihre Stabsstellen in den größeren rückwärtigen Kastellen hatten. Im ausgehenden 3. Jahrhundert beziehungsweise um 300 n. Chr. wurde der Grenzschutz zentralisiert und der Befehlsgewalt des Statthalters der neu geschaffenen Provinz Tripolitanien unterstellt. Noch vor 400 n. Chr. entstand das Amt des Dux provinciae Tripolitanae, eines hohen Offiziers der weströmischen Armee, der als Oberkommandierender der afrikanischen Grenzschutzverbände tätig war. Die einzelnen Grenzschutzabschnitte unterlagen nun dem Befehl lokaler Kommandanten. Diese behielten den Namen Praepositi limitis, hatten jetzt aber für wesentlich kleinräumigere Grenzabschnitte Sorge zu tragen. Im Falle von Talalati war der Praepositus limitis Talalatensis für die Sicherheit am Grenzabschnitt Talalatensis verantwortlich. Die genauere geographische Abgrenzung dieses Abschnittskommandos ist wissenschaftlich noch nicht geklärt.

## Wachtturm
Am östlichen Rand der Ebene von Ferdj errichtete das römische Militär in exponierter Lage auf einer steilaufragenden plateauartigen Hochebene einen aus länglichen und rechteckigen Quadern bestehenden Wachtturm. Von diesem Turm aus bestand Sichtverbindung zu dem rund 20 Meter tiefer in der Niederung gelegenen Kastell. Des Weiteren war ein Großteil der sich westlich erstreckenden, weiten Ebene sowie ein Abschnitt der wichtigen, nördlich des Plateaus verlaufenden Fernverbindung entlang des hier rund 30 Meter tiefer gelegenen Wadi Fessi einzusehen. Das mit starken saisonalen Erosionen verbundene Wadi hatte in diesem Bereich ein tiefes, schmales Tal in die Felsen geschnitten, das einen Zugang in die Ebene ermöglichte. Die Quader, aus denen der rechteckige Turm erbaut wurde, sind sorgfältig behauen. Der Terminus post quem für dieses Bauwerk darf wohl frühestens mit der Errichtung der Garnison Talalati gesetzt werden. Aufgrund seiner ausgezeichneten Lage hat das französische Militär den Turm noch bis 1914 als Signalstation wiederverwendet.

## Vicus

### Zivilbauten
Außerhalb des Lagers kam bei den Grabungen des Jahres 1912 in nördlicher und westlicher Richtung eine lange unregelmäßige und unterbrochene Struktur zu Tage, die auf einem schwachen Fundament gründete. Auf der Westseite dieser Konstruktion konnte 127 Meter vor dem Westtor des Kastells ein viereckiges Fundament von 25 × 27 Metern dokumentiert werden, das eine Reihe kleiner Räume besaß.
Zu den 1912 im Lagerdorf entdeckten Funden gehören einige Fragmente aus irisierendem Glas und siebzehn korrodierte Bronzemünzen, darunter eine mit dem Abbild des Kaisers Konstantin (306–337) und der Aufschrift IMP CONSTANTINVS PF AVG sowie zwei Stücke, bei denen Revers die römische Wölfin beim Säugen der Zwillinge Romulus und Remus zu sehen war.

### Kastellbad

Das Kastellbad nach den Untersuchungen von 1912

Die anschließende Beschreibung folgt dem Bericht von Boizot und den geringen Ergänzungen durch Trousset. Ausführlich referenziert wird hier die weitgehendere Neudarstellung durch den französischen Archäologen Yvon Thébert (1943–2002), die erst nach seinem Tod, im Jahr 2003 erschien.
An der Nordseite der Fortifikation wurden 1912 relativ große, aber weitgehend zerstörte Gebäudefundamenten entdeckt, und rund 35 Meter vom Lager entfernt, rechts vom Nordtor, befand sich ein kleines Militärbad, dessen Überreste in der Art römischer Reihenbäder ausgeführt waren. Die Grabungszeichnung zeigt, dass nicht das gesamte Bad, sondern lediglich rund 130 Quadratmeter archäologisch erschlossen wurden. Hauptmann Boizat erwähnt in diesem Zusammenhang, dass weitere Untersuchungen aus Zeitnot nicht mehr möglich waren. Die Ausgräber legten im zentralen Bereich vier hintereinandergeschaltete Raumfluchten frei, die alle hypokaustiert waren. Die Höhe der Suspensura lag bei rund 0,45 Metern. Davon betrug die Stärke des Fußbodens mit dem Estrich 0,20 Meter. Der Fußboden bestand aus zwei Schichten von Bodenziegelplatten, die einen Umfang von 0,55 Meter auf 0,58 Meter aufwiesen. Zwischen diesen Schichten lag eine weitere Schicht aus römischem Beton. Die den Fußboden tragenden kleinen Pfeiler bestanden aus rechteckigen Ziegelplatten und hatten eine Seitenlänge von 0,16 bis 0,18 Metern. Sowohl die großen, als auch die kleinen Ziegelplatten zeigten auf einer Seite Fingermarken.
Raum A war ein Heißwasserbecken (Caldarium) und halbkreisförmig gestaltet. Es wurde von Raum B aus betreten. Entlang der halbkreisförmigen Wandung gab es einen rund 0,30 Meter breiten, mit Ziegeln gemauerten und zementierten Mauervorsprung.
Raum C wurde mit einer Größe von 2,15 × 2,25 Metern eingemessen. Entlang der Wand, die Raum C von Raum B trennt, konnten noch neun einzementierte Tubuli in situ dokumentiert werden. Sie waren quadratisch und hatten eine Seitenlänge von 0,10 Metern. Mithilfe dieser Hohlziegel, die im Inneren rußgeschwärzt waren, wurden die Wände des Raumes erwärmt und gleichzeitig die heiße Luft aus dem Gebäude geleitet. Raum C wurde indirekt über Raum B mitbeheizt. Der Raum D hatte sicherlich einen Zugang über Raum C. Möglicherweise war das Mauerwerk an dieser Stelle zu sehr zerstört, um dies festzustellen. Ebenso gab es einen Zugang von Raum B zu Raum D, der sich laut Aussage der Ausgräber nur noch andeutete.
Raum E war 1,90 Meter breit und 5,35 Meter lang. Der Westteil des Raumes wurde von einer einen Meter hervorspringenden und 0,30 Meter hohen Plattform eingenommen, die sich über die volle Breite des Raumes erstreckte. In der Westwand hinter Raum E befand sich eine Heißluftöffnung des Praefurniums. Möglicherweise war auf der Plattform ursprünglich eine Heißwasserwanne gestanden. Auch in der Nähe der Plattform entdeckten die Ausgräber noch zwei in situ vorhandene Tubuli. Aufgrund des guten Erhaltungszustandes dieses Raums stellten sie fest, dass sich in einer Höhe von 1,20 Metern die Wandung nach innen wölbte. Offensichtlich besaß zumindest dieser Raum einst ein Tonnengewölbe.
Das Praefurnium befindet sich im Westen der Anlage. Dort standen ehemals die Kessel, in denen das Wasser für die Unterflurheizung erhitzt wurde. In Ras-el-Aïn Tlalet ließen sich drei dieser Anheizstellen nachweisen, von denen aus die Räume A, D und E unmittelbar mit Heißluft bedient wurden. Wie oben geschildert, war jedoch auch Raum C beheizbar. Die Wandöffnungen für die Heißluftzufuhr in der Westwand waren rechteckig gemauert, 0,30 Meter breit und 0,55 Meter hoch. Zusätzlich war die Öffnung, die sich hinter Raum A befand, als breiter und hoch gestaltete, abgerundete Nische konzipiert. Diese Nische könnte einst den Heizkessel aufgenommen haben. Die drei Anheizstellen waren zusätzlich durch kurze Wandvorlagen voneinander getrennt. Nach Westen hin war das Praefurnium durch eine maximal 1,20 Meter entfernt liegende Wand begrenzt. Diese Wand wurde jedoch nicht weiter ausgegraben.
Raum F bestand aus einem sorgfältig zementierten halbkreisförmigen Becken, das wohl mit Kaltwasser gefüllt war und gehörte mit Raum G zum Frigidarium. Mittig in der Ostwand des Beckens befand sich ein kleiner Abzugskanal, der an seiner weitesten Stelle 0,30 Meter hoch und ebenso breit war. In diesem Kanal war ein Keramikrohr verlegt. Die Ausgräber konnten den unter dem Fußboden verlegten Kanal geradeaus, in Richtung Osten, bis zum Ende von Raum G verfolgen, der sich dort an Raum F anschloss.
Raum G lag 0,40 Meter höher als der nördlich anschließende Raum E und war über zwei Stufen erreichbar. Ein 0,30 Meter tiefes, rechteckiges Kaltwasserbecken nahm fast den gesamten Raum G ein. Das Becken und stand mit einem kleinen abgedeckten Kanal in Verbindung, der unter den Stufen aus Raum E herangeführt wurde. Dieser Kanal sorgte offensichtlich für die Wasserzufuhr des Beckens. In der südöstlichen Ecke des Beckens, in der gleichzeitig auch das Ende der Südwand von Raum G mündete, zeigte sich den Ausgräbern ein kleiner, nicht abgedeckter Kanal, der um die Südwand herumgeführt wurde und offenbar einem schmalen, west-östlich orientierten Korridor folgte, der zu Raum H führte. In der Westwand von Raum G befand sich eine Mauernische a, die den Korridor von Raum H und Raum G nur um 0,10 Meter voneinander trennte. Das Frigidarium mit den Räumen F und G war von Osten durch einen langen Korridor zugänglich, der möglicherweise als Zugang diente. Die nicht vollständig erfolgte Ausgrabung verhindert weitere zweifelsfreie Überlegungen.
Raum H besaß ebenfalls eine zementierte Wandung, die abgerundete Ecken aufwies und rund 0,15 Meter hoch und 0,30 Meter breit war. Der Boden dieses Raums besaß nach Ansicht der Ausgräber die gleiche Höhe wie der Raum selbst. Der südlich anschließende Raum I wies dem Bericht zufolge „keine Besonderheiten“ auf.
Den östlichen Abschluss des untersuchten Bereichs bildete eine zum Bad gehörende Mauer, die wie der Nordteil des Bades gleichfalls nicht weiter ausgegraben wurde. Diese Mauer bildete einen nord-südlich verlaufenden Korridor zu den besprochenen Räumen, der zwischen einem und 1,25 Meter breit war. 2,30 Meter von der äußeren Südostecke von Raum E entfernt, ließ sich eine einen Meter hohe, vertikale Stufe im Korridor feststellen, wobei keinerlei Anzeichen einer Treppe entdeckt wurden.
In den Gewölben der Therme waren konische, zu einer Spitze zulaufende kleine Keramikrohre als Füllmaterial verbaut worden. Eine für römische Bauten nicht unübliche Technik, die zu einer Gewichtsersparnis insbesondere bei Kuppelbauten führte und damit die Statik vereinfachte. Die Rohre hatten eine Länge von 0,10 Metern und besaßen an ihrem breiten Ende einen Durchmesser von 0,05 Metern. Sie wurden schräg ineinandergesteckt, wobei die Spitzen in einen sehr harten Kalkmörtel eingebettet waren.